# استافیلوکزانتین
استافیلوکزانتین (به انگلیسی: Staphyloxanthin) با فرمول شیمیایی C51H78O8 یک ترکیب شیمیایی با شناسه پاب‌کم 24892781 است. که جرم مولی آن ۸۱۹٫۱۶ گرم بر مول می‌باشد. 